# Milica Petrović
Milica Petrović (Cetinje, Crna Gora, 14. srpnja 1866. – Aleksandrija, Egipat, 5. rujna 1951.), kćer crnogorskog kralja Nikole i kraljice Milene Petrović.
Udala se Milica 26. srpnja 1889. za velikoga ruskoga kneza Petra Nikolajeviča (1864. – 1931.), unuka ruskog cara Nikole I.
Milica je, skupa sa sestrom Stanom (Anastasijom), princezom Romanovskom, predstavila ruskoj carici Grigorija Raspućina i zbog toga su ih neki ruski autori smatrali odgovornim za propast Carske Rusije.
Navodno, Milica i Stane, bavile su se ezoterijom.
Imali su Milica i veliki vojvoda Petar četvero djece:
- Marina Petrovna Romanov (1892.—1981.)
- Roman Petrovič Romanov (1896.—1978.)
- Nadežda Petrovna Romanov (1898.—1988.)
- Sofija Petrovna Romanov (1898.—1898.)

## Vanjske poveznice
- O vezama Raspućina s crnogorskim princezama kao književnoj inspiraciji  Arhivirana inačica izvorne stranice od 10. siječnja 2008. (Wayback Machine)